# José Manuel Imbamba
José Manuel Imbamba (Boma, 7 januari 1965) is een Angolees geestelijke en aartsbisschop van de Rooms-Katholieke Kerk.
Hij werd op 6 oktober 2008 tot bisschop gewijd en werd bisschop van Dundo. In 2011 werd hij aartsbisschop van Saurimo.;

## Galerie

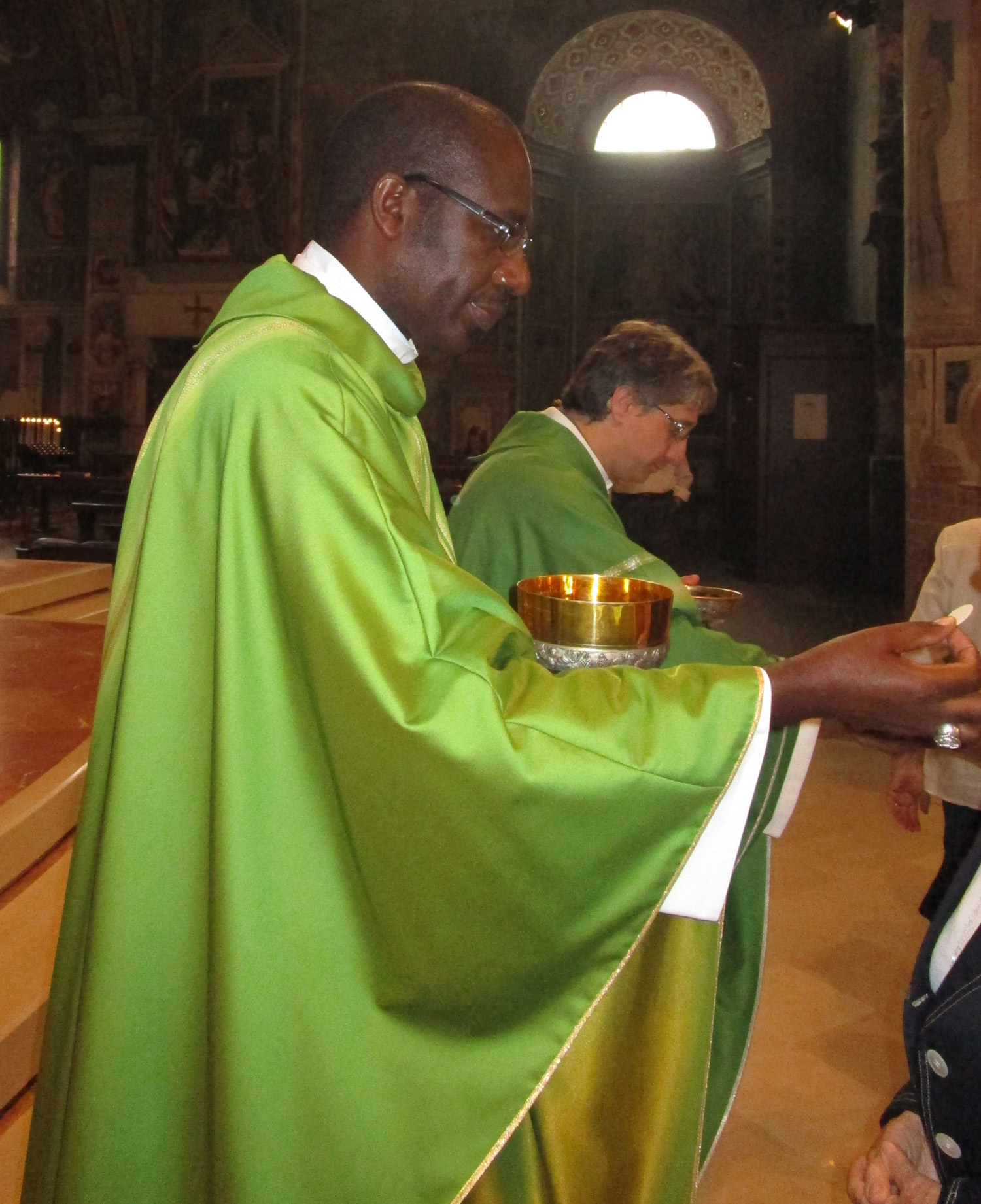
Aartsbisschop Imbamba in Lodi, 25 augustus 2015.